# 京都府道656号間人大宮線
京都府道656号間人大宮線（きょうとふどう656ごう たいざおおみやせん）は、京都府京丹後市を通る一般府道である。

## 概要
京丹後市丹後町間人から京丹後市大宮町谷内に至る。
竹野川河口に程近い丹後町間人から竹野川に沿って南進遡上する。起点の丹後町地区から峰山町地区までは国道482号と、峰山町地区から終点の大宮町地区までは国道312号と並走しており、それぞれを補完する役割として機能している。

### 路線データ
- 起点：京丹後市丹後町間人（荒木野交差点、国道482号交差点）
- 終点：京丹後市大宮町谷内[2]（谷内塚本交差点、国道312号上）
- 実延長：16.0881 km[2]

## 歴史
本路線は、道路法（昭和27年法律第180号）第7条の規定に基づき、一般府道として1959年に京都府が第1次認定した路線のひとつである。並走する国道482号と国道312号は、認定当時はそれぞれ府道峰山丹後線と国道178号であった。

### 年表
- 1959年（昭和34年）12月18日 - 京都府が一般府道258号間人大宮線として認定[3]。
- 1994年（平成6年）4月1日 - 京都府が路線番号を再編（路線認定の一部改正）し、府道656号に変更される[4]。

## 路線状況
京丹後市丹後町成願寺から同市弥栄町弥栄大橋交差点にかけて国道482号丹後弥栄道路と接続を予定しており、その一部が本路線と重複している。2012年（平成24年）は弥栄町側から築造工を進めるとしている。

### バイパス
- 弥栄町地区

弥栄大橋交差点から和田野大橋交差点にかけては、かつて京都府道53号網野岩滝線の一部であった。弥栄大橋の開通に伴って旧道となり、代わりに本路線の経路となった。同区間は過去に鳥取小学校前を経由していた。
- 内記地内

京丹後市峰山町内記の集落を迂回する延長733.0 mのバイパス道路である。間人大宮線幹線道路改良事業として約780 mにわたって道路拡幅とバイパス道路の整備を実施し、2006年（平成18年）11月17日に供用を開始した。当集落で京都府道662号溝谷内記線と交差しており、一体で整備された。終点側の大宮からは旧道時代より直進が京都府道662号溝谷内記線、左折が本路線となっている。なお、旧道部分は2009年（平成21年）2月10日に府道指定解除された。

### 重複区間
- 京都府道75号浜丹後線（京丹後市丹後町間人・家の谷団地交差点 - 京丹後市丹後町成願寺）
- 国道482号・京都府道653号碇網野線（京丹後市丹後町成願寺・三宅橋交差点 - 京丹後市丹後町成願寺）
- 京都府道53号網野岩滝線（京丹後市弥栄町木橋 - 京丹後市弥栄町木橋・弥栄大橋交差点）
- 国道482号（京丹後市峰山町矢田・矢田橋交差点 - 京丹後市峰山町丹波）
- 京都府道657号明田京丹後大宮停車場線（京丹後市大宮町周枳 - 京丹後市大宮町周枳・周枳交差点）
- 国道312号（京丹後市大宮町周枳・周枳交差点 - 京丹後市大宮町谷内（谷内塚本交差点）

### 道路施設

#### 橋梁
- 荒木野橋（竹野川、京丹後市）
- 内記橋（竹野川、京丹後市）
- 田久谷橋（京丹後市）

## 地理
概要で述べたとおり、国道482号および国道312号と並走している。国道482号とは交差して竹野川左右岸を入れ替わりながらも概ね対岸を走行し、国道312号とは同じ竹野川右岸を走行するが、同国道の旧道は左岸にあり、認定当初は丹後町から大宮町にかけて竹野川両岸で対峙する路線であった。
かつては竹野郡丹後町、竹野郡弥栄町、中郡峰山町、中郡大宮町の順に通過していた。いわゆる平成の大合併によって2004年（平成16年）4月1日に京丹後市の発足に伴い、同市で完結する路線となった。

### 通過する自治体
- 京都府
  - 京丹後市

### 交差する道路
| 交差する道路                                                                                | 交差する場所 | 交差する場所          |
| ------------------------------------------------------------------------------------------- | ------------ | --------------------- |
| 国道482号                                                                                   | 丹後町間人   | 荒木野交差点 / 起点   |
| 京都府道75号浜丹後線 重複区間起点                                                           | 丹後町間人   | 家の谷団地交差点      |
| 国道482号 重複区間起点 京都府道653号碇網野線 重複区間起点                                   | 丹後町成願寺 | 三宅橋交差点          |
| 国道482号 重複区間終点 京都府道75号浜丹後線 重複区間終点 京都府道653号碇網野線 重複区間終点 | 丹後町成願寺 |                       |
| 国道482号                                                                                   | 弥栄町国久   |                       |
| 京都府道654号井辺平線                                                                       | 弥栄町井辺   |                       |
| 京都府道53号網野岩滝線 重複区間起点                                                         | 弥栄町木橋   |                       |
| 国道482号 京都府道53号網野岩滝線 重複区間終点                                               | 弥栄町木橋   | 弥栄大橋交差点        |
| 国道482号 重複区間起点                                                                      | 峰山町矢田   | 矢田橋交差点          |
| 国道482号 重複区間終点                                                                      | 峰山町丹波   |                       |
| 京都府道662号溝谷内記線 / 支線                                                              | 峰山町内記   | 内記橋交差点          |
| 京都府道658号久住河辺線                                                                     | 大宮町河辺   |                       |
| 京都府道657号明田京丹後大宮停車場線 重複区間起点                                            | 大宮町周枳   |                       |
| 国道312号 重複区間起点 京都府道657号明田京丹後大宮停車場線 重複区間終点                     | 大宮町周枳   | 周枳交差点            |
| 京都府道651号大宮岩滝線                                                                     | 大宮町周枳   | 京丹後大宮IC口交差点  |
| 国道312号 重複区間終点                                                                      | 大宮町谷内   | 谷内塚本交差点 / 終点 |

### 沿線
教育
- 京都府立網野高等学校間人分校
- 京丹後市立間人中学校
- 京丹後市立丹波小学校

金融機関・郵便局
- 京都北都信用金庫弥栄支店
- 京都北都信用金庫川東支店
- 大宮河辺郵便局

企業等
- エール（マイン）

神社・仏閣
- 大宮売神社